# Rue Simonon
Ne doit pas être confondu avec Rue Georges Simenon.
La rue Simonon est une artère du centre de la ville de Liège (Belgique) située à côté de la place de Bronckart.

## Odonymie
La rue rend hommage depuis 1866 à l'écrivain de langue wallonne Charles-Nicolas Simonon, né à Liège en 1774 et y décédé en 1847.

## Description
Cette rue plate et rectiligne mesure environ 117 m et compte une trentaine d'immeubles. Elle relie la place de Bronckart à la rue du Plan Incliné. Elle applique un sens unique de circulation automobile dans le sens Plan Incliné-de Bronckart.

## Architecture
Les immeubles (nos 2 et 4 ) jouxtant la place de Bronckart sont repris sur la liste du patrimoine immobilier classé de Liège depuis 1992.
La rue se compose d'un bel ensemble de façades de style néo-classique réalisé pendant le dernier tiers du XIXe siècle. La plupart de ces immeubles possèdent un balcon en fer forgé placé sur la travée centrale du premier étage. 
La façade de la maison située au no 21 et construite au début du XXe siècle possède quelques éléments de style Art nouveau (briques blanches avec bandeaux de briques rouges, loggia sur deux niveaux)

## Voies adjacentes
- Place de Bronckart
- Rue du Plan Incliné

### Source et bibliographie
- Yannik Delairesse et Michel Elsdorf, Le nouveau livre des rues de Liège, Liège, Noir Dessin Production, 2008, 512 p. (ISBN 978-2-87351-143-2 et 2-87351-143-5, présentation en ligne), page 392